# Landesbeamtengesetz (Berlin)
Das Landesbeamtengesetz Berlin (LBG) regelt ergänzend zum Beamtenstatusgesetz das Dienstverhältnis von Landesbeamten, die zum Land Berlin oder zu einer landesunmittelbaren Körperschaft, Anstalt oder Stiftung des öffentlichen Rechts in einem Beamtenverhältnis stehen. Es enthält Rechte und Pflichten und regelt den Ablauf von der Ernennung bis zur Entlassung. Daneben enthält es Aussagen zu den Themen Beihilfe, Landespersonalausschuss, zum Personalüberhang sowie zum Disziplinarverfahren. Es erläutert die Dienstherreneigenschaft.

## Inhalt
Das Gesetz gliedert sich in elf Abschnitte:
- Abschnitt 1: Allgemeine Vorschriften
- Abschnitt 2: Beamtenverhältnis
- Abschnitt 3: Landespersonalausschuss
- Abschnitt 4: Landesinterner Wechsel
- Abschnitt 5: Beendigung des Beamtenverhältnisses
- Abschnitt 6: Rechtliche Stellung im Beamtenverhältnis
- Abschnitt 7: Beschwerdeweg und Rechtsschutz
- Abschnitt 8: Besondere Arten von Beamtenverhältnissen
- Abschnitt 9: Besondere Beamtengruppen
- Abschnitt 10: Übergangsvorschriften
- Abschnitt 11: Schlussvorschriften